# Lagumot Harris
Lagumot Gagiemem Nimidere Harris (* 28. Dezember 1938 in Nauru; † 8. September 1999 in Melbourne) war ein nauruischer Politiker und Präsident der Republik Nauru vom 19. April 1978 bis 15. Mai 1978 und vom 21. November 1995 bis 11. November 1996. Er war verheiratet und Vater von zehn Kindern.
Harris wirkte zunächst als Pastor der Nauru Congregational Church. Er wandte sich jedoch von dieser ab und gründete 1976 in Boe die Independent Church, welche zu Beginn viele Anhänger gewann. 
Ab dem 4. Juli 1968 saß Harris für zwei Jahre dem Broadcasting Advisory Committee der naurischen Regierung vor. Aufgabe des Komitees war es, die Regierung allen Aspekten von Radio und Fernsehen zu beraten, insbesondere in Hinsicht auf Inhalt, Organisation und Länge des Programms.
Lagumot Harris war vom 19. April bis 15. Mai 1978 Präsident von Nauru. Er war das dritte Staatsoberhaupt Naurus seit dessen Unabhängigkeit 1968. Seit der neunjährigen Amtszeit des ersten Präsidenten Hammer DeRoburt waren in Nauru wenige Monate dauernde Amtszeiten des Präsidenten nicht ungewöhnlich.
1995 wurde Harris vom naurischen Parlament für eine zweite Amtszeit gewählt. Er bekleidete das Amt vom 22. November 1995 bis zum 11. November 1996. Harris war im Gegensatz zu anderen nauruischen Politikern eine weitgehend respektierte Person ohne Intrigen und Affären. Wegen schlechter Leitung und Bedenken wegen der Flugsicherheit der Maschinen der staatlichen Fluggesellschaft Air Nauru belegte Australien diese im November 1996 mit einem faktischen Flugverbot. Der Vorsitzende der Fluggesellschaft wurde wegen schlechter Amtsführung entlassen. Deswegen wurde im Parlament ein Misstrauensvotum gegen Harris abgehalten. Harris wurde abgewählt und übergab das Amt an Bernard Dowiyogo. 
Im Kabinett des naurischen Präsidenten Ruben Kun diente Harris vom 19. Dezember 1996 bis zum 13. Februar 1997 als Finanzminister.
Zum Zeitpunkt seines Todes war er Vorsitzender der Nauru Rehabilitation Corporation. Die Hauptaufgabe des staatlichen Unternehmens Nauru Rehabilitation Corporation ist die Wiederherstellung der durch den Phosphatabbau vor und nach der Unabhängigkeit zerstörten Flächen wiederherzustellen, damit sie für den kleinen Inselstaat wieder wirtschaftlich nutzbar werden.
Nach Harris Tod erklärte Remy Namaduk als amtierender Präsident zum ehrenden Andenken an Harris Freitag, den 17. September 1999 zum Feiertag.